# Monstrosity (gruppo musicale)
I Monstrosity sono un gruppo death metal statunitense formatosi a Fort Lauderdale nel 1991.

## Storia del gruppo
I Monstrosity vengono fondati nell'agosto del 1991 da Lee Harrison alla batteria, Mark Van Erp al basso, George "Corpsegrinder" Fisher alla voce e Jon Rubin alle chitarre. La prima testimonianza su demo, Horror Infinity del 1991, gli fa guadagnare il contratto per l'allora nascente Nuclear Blast, sotto la quale la band registrerà il primo album Imperial Doom nel 1992. Questo disco fa parte della prima ondata death metal proveniente dalla Florida. L'album viene registrato ai Morrisound Recording, sotto l'egida del produttore Scott Burns, e vede la partecipazione di Jason Gobel dei Cynic. I suoni sono pesanti e lancinanti, la sezione ritmica (delle menti compositive Van Erp/Harrison) tecnica ed efficace, le vocals di Corpsegrinder maligne e gutturali.
Lo scenario che il gruppo ci pone davanti è sicuramente orrorifico e spettrale, e nondimeno lo è la copertina del disegnatore americano Dan Seagrave. Il disco inoltre riesce ad emergere bene dal calderone death metal, intasatissimo negli anni tra il 1992 ed il 1994; ma nonostante la bontà della proposta, i Monstrosity fanno perdere le proprie tracce. È solo nel 1996 che il gruppo viene rimesso in sesto dal batterista e leader Lee Harrison che, richiamato a sé il cantante Corpsegrinder (diventato membro dei Cannibal Corpse dopo l'abbandono di Chris Barnes), registra Millennium, nel quale sono presenti composizioni death più tecniche ed elaborate. Nel 1999, con una formazione ancora una volta rivoluzionata, la band registra In Dark Purity che affiancherà al pattern death metal, forti influenze thrash derivanti dagli Slayer. Il gruppo andrà in tour con Dimmu Borgir e Samael in Stati Uniti e Canada e sarà headliner al Fuck the Commerce festival in Germania.
Nel 2001 l'etichetta olandese Hammerheart Records immette sul mercato la compilation Enslaving the Masses che include il demo Horror Infinity, alcuni remixes dell'album di debutto ed un completo live set. Rise to Power (2003) e Spiritual Apocalypse (2007) vedono il gruppo svoltare su territori ancora più complessi e tecnici ma risultando anche prolissi ed in molti frangenti lenti.

## Formazione

### Formazione attuale
- Lee Harrison – batteria (1991-presente)
- Mike Poggione – basso (2001-presente)
- Mark English – chitarra (2006-presente)
- Mike Hrubovcak – voce (2006-presente)
- Matt Burns – chitarra (2010-presente)

### Ex componenti
- George Fisher – voce (1991-1996)
- Jason Avery – voce (1996-2001, 2003-2005)
- Brian Werner – voce dal vivo (2006)
- Jon Rubin – chitarra (1991-1994)
- Jason Morgan – chitarra (1994-1999)
- Tony Norman – chitarra (1999-2005)
- Pat O'Brien – chitarra dal vivo (1996-1997)
- Patric Hall – chitarra dal vivo (2002)
- Sam Molina – voce (2001-2003) e chitarra (2003-2006)
- Mark Van Erp – basso (1991-1995)
- Kelly Conlon – basso (1995-1999)

## Discografia

### Album in studio
- 1992 – Imperial Doom
- 1996 – Millennium
- 1999 – In Dark Purity
- 2003 – Rise to Power
- 2007 – Spiritual Apocalypse
- 2018 – The Passage of Existence

### Album dal vivo
- 2003 – Live Extreme Brazilian - Tour 2002

### Raccolte
- 2001 – Enslaving The Masses

### Singoli
- 1991 – Burden of Evil
- 1992 – Darkest Dream

### Split
- 2004 – Relapse Singles Series Vol. 3 (con Rottrevore, Repulsion, Incantation)

### Demo
- 1991 – Horror Infinity
- 1994 – Demo '94

## Videografia

### DVD
- 2012 – Live Apocalypse